# 地球地幔

地球内部结构与大气分层示意图

地球內部結構與大氣分層示意圖

地球內部結構與大氣分層示意圖

地球的地幔層位於地殼之下，地核之上，和地殼以莫氏不連續面為界，和地核間則以古氏不連續面為界。厚度约2900公里。化学成分主要是含铁、镁的矽酸鹽，平均密度是3.3–5.5 g/cm3。地函含石榴子石、輝石、橄欖石及其他類型的岩石。占地球體積的83%，總質量的68%。由於P波及S波皆可通過地函，故推測地函主要為固體構成。地函可分成上部地函、過渡帶及下部地函。

## 結構

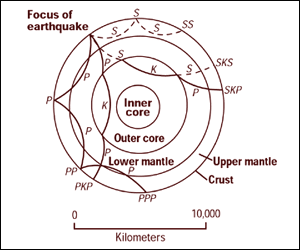
地球內部震波傳播圖

### 上部地函
上部地函（Upper mantle）約為地殼以下至深度400公里處，包含部分岩石圈及軟流圈，岩石圈部分厚約100公里。
古登堡認為上部地函有一震波低速帶（low-velocity zone, LVZ），此帶的P波及S波的波速皆越深越慢，其頂端約在地面以下70至100公里，底部則約200至250公里深處，震波低速帶的上方為岩石圈，此帶相當於軟流圈。P波及S波的波速減慢表示岩石的剛性降低，岩石部分融熔為較具有塑性的岩石，可能是岩漿出現或是有極熱的岩石存在。於低速帶以下的波速又會開始增加。
上部地函的組成方式有兩種說法，一說為由雙輝橄欖岩所組成，礦物以輝石及橄欖石為主，並含有少量尖晶石及石榴子石，相當於澳洲地球內部學家泰德‧林伍德所創立的玄橄岩成分，為玄武岩及橄欖岩以1:3所組成的結合體。另一說為由榴輝石所組成，含有約等量的石榴子石及輝石。

### 過渡帶
過渡帶（Transition zone）頂部約地表以下360至400公里，底部約深650至700公里處，P波及S波的波速在此帶突然增加，此帶也是最深震源所存在之處。此帶的形成和主要化學成分的變化無關，而是和結晶構造或相的變化有關。於過渡帶的下部因壓力增加使橄欖石分解為密度較大的簡單氧化物，如氧化鐵、氧化矽、氧化鎂等，但詳細的礦物組成仍在研究中。此處的礦物因高壓而變得較有彈性，密度加大，進而增加了波速。

### 下部地函
下部地函（Lower mantle）為地表下700至2900公里深處，其下方即為地核。越往深處波速緩慢增加，是因壓力增大所造成，岩石的化學成分及岩相則少有變化。主要組成成分可能為密度高的矽酸鹽或矽、鎂的氧化物（氧化鎂、氧化矽），氧化鐵占約10至12%，另含有少量的氧化鈣、氧化鋁及氧化鈉等。

## 地函組成元素
| 元素 | 百分比 |        | 氧化物 | 百分比 |
| ---- | ------ | ------ | ------ | ------ |
| 氧   | 44.8   |        |        |        |
| 矽   | 21.5   | 氧化矽 | 46     |        |
| 鎂   | 22.8   | 氧化鎂 | 37.8   |        |
| 鐵   | 5.8    | 氧化鐵 | 7.5    |        |
| 鋁   | 2.2    | 氧化鋁 | 4.2    |        |
| 鈣   | 2.3    | 氧化鈣 | 3.2    |        |
| 鈉   | 0.3    | 氧化鈉 | 0.4    |        |
| 鉀   | 0.03   | 氧化鉀 | 0.04   |        |
| 總計 | 99.7   | 總計   | 99.1   |        |

## 参看
- 地函 (地質學)
- 地球構造
- 地核
- 地壳
- 大地電流
- 地函熱柱